# Manfred Petz
Manfred „Moppes“ Petz (* 5. Mai 1961 in Mainz) ist ein deutscher Fußballfunktionär und Fußballtrainer sowie ehemaliger Fußballtorwart.

## Karriere

### Als Spieler
Der 1,78 m große Torwart begann seine Karriere in der Jugend der FVgg. Kastel 06. Im Jahre 1978 wechselte er zum 1. FSV Mainz 05. Im Jahr 1980 kam er nach Verletzungen der vorgesehenen Torhüter Franz Schwarzwälder und Peter Hilbich als 19-Jähriger erstmals in der Oberliga Südwest zum Einsatz. Er galt nie als unumstritten („so etwas ähnliches wie Stammkeeper“), spielte aber in fast jeder der folgenden Saisons mindestens einmal. Petz absolvierte bis 1995 über 200 Pflichtspiele für die 05er, davon 42 Spiele in der 2. Fußball-Bundesliga. Er wurde mit den Mainzern 1982 Südwestpokalsieger und deutscher Amateurmeister, außerdem mit der Südwest-Auswahl Länderpokal-Sieger 1982. Von 1996 bis 1997 stand Petz beim SV Wehen im Tor und übernahm in der Folgesaison die Trainerposition.

### Als Trainer und Scout
Seit 1998 ist Petz vor allem als Torwarttrainer tätig, zunächst bei Eintracht Frankfurt und ab 2000 bei den Stuttgarter Kickers. Im Jahr 2003 war er für kurze Zeit Trainer bei der SpVgg Ingelheim. Nach Stationen als Torwarttrainer bei Fortuna Düsseldorf (2004 bis 2005), Eintracht Trier (2006) und SV 07 Elversberg (2007 bis 2008) wurde er 2008 Trainer der zweiten Mannschaft das VfL Wolfsburg. 2011 verpflichtete ihn Eintracht Frankfurt unter Cheftrainer Armin Veh erneut als Torwarttrainer. Als der neue Trainer Thomas Schaaf 2014 mit Michael Kraft einen eigenen Torwarttrainer mitbrachte, wurde Petz zwischenzeitlich ins Scouting der Eintracht versetzt. Mit der Rückkehr des Trainers Armin Veh zur Saison 2015/16 kehrte er auf seinen Posten als Torwarttrainer zurück. Kurz nach Beginn der Rückrunde der Saison 2019/20 wurde der Vertrag mit Petz aufgelöst, nachdem ein Ende seines Engagements ursprünglich zum Saisonende angedacht war. Im Juni 2021 wurde er Torwarttrainer beim Drittligisten Eintracht Braunschweig, mit dem er am Ende der Saison 2021/22 in die 2. Bundesliga aufstieg.